# Scottish League Cup 2011-2012
La Scottish League Cup 2011-12 è la 66ª edizione della seconda più prestigiosa competizione ad eliminazione diretta della Scozia, nota per ragioni di sponsor anche come CIS Insurance Cup.

## Calendario
| Turno            | Prima partita     |
| ---------------- | ----------------- |
| 1º turno         | 30 luglio 2011    |
| 2º turno         | 23 agosto 2011    |
| 3º turno         | 20 settembre 2011 |
| Quarti di finale | 25 ottobre 2011   |
| Semifinali       | 28 gennaio 2012   |
| Finale           | 18 marzo 2012     |

## Primo Turno
| Squadra 1          | Risultato       | Squadra 2       |
| ------------------ | --------------- | --------------- |
| Airdrie Utd        | 5 – 0           | Stirling Albion |
| Albion Rovers      | 2 – 4           | Falkirk         |
| Alloa Athletic     | 0 – 3           | Morton          |
| Annan Athletic     | 1 – 2           | Dunfermline     |
| Brechin City       | 2 – 4 (dts)     | Clyde           |
| Cowdenbeath        | 2 – 2 (3-4 dcr) | Stenhousemuir   |
| Dumbarton          | 0 – 4           | Dundee          |
| East Fife          | 2 – 1           | Elgin City      |
| East Stirlingshire | 0 – 3           | Ayr Utd         |
| Forfar Athletic    | 2 – 0           | Peterhead       |
| Livingston         | 6 – 0           | Arbroath        |
| Montrose           | 1 – 4           | Raith Rovers    |
| Partick Thistle    | 1 – 3           | Berwick Rangers |
| Queen of the South | 2 – 1           | Stranraer       |
| Ross County        | 2 – 1           | Queen's Park    |

## Secondo Turno
| Squadra 1           | Risultato | Squadra 2       |
| ------------------- | --------- | --------------- |
| Hibernian           | 5 – 0     | Berwick Rangers |
| East Fife           | 2 – 1     | Dunfermline     |
| St. Johnstone       | 3 – 0     | Livingston      |
| Airdrie Utd         | 2 – 0     | Raith Rovers    |
| Falkirk             | 3 – 1     | Stenhousemuir   |
| Ayr Utd             | 1 – 0     | Inverness       |
| Queen of the South  | 3 – 0     | Forfar Athletic |
| Greenock Morton     | 3 – 4     | St. Mirren      |
| Hamilton Academical | 1 – 2     | Ross County     |
| Clyde               | 0 – 4     | Motherwell      |
| Aberdeen            | 1 – 0     | Dundee          |

## Terzo Turno
| Squadra 1     | Risultato       | Squadra 2          |
| ------------- | --------------- | ------------------ |
| St. Johnstone | 0 – 2           | St. Mirren         |
| Ross County   | 0 – 2           | Celtic             |
| Kilmarnock    | 5 – 0           | Queen of the South |
| Falkirk       | 3 – 2           | Rangers            |
| Motherwell    | 2 – 2 (6-7 dcr) | Hibernian          |
| Ayr Utd       | 1 – 1 (4-1 dcr) | Hearts             |
| Aberdeen      | 3 – 3 (3-4 dcr) | East Fife          |
| Airdrie Utd   | 0 – 2           | Dundee Utd         |

## Quarti di finale
| Squadra 1  | Risultato       | Squadra 2 |
| ---------- | --------------- | --------- |
| Dundee Utd | 2 – 2 (4-5 dcr) | Falkirk   |
| Kilmarnock | 2 – 0           | East Fife |
| St. Mirren | 0 – 1           | Ayr Utd   |
| Hibernian  | 1 – 4           | Celtic    |

## Semifinali
| Squadra 1 | Risultato   | Squadra 2  |
| --------- | ----------- | ---------- |
| Ayr Utd   | 0 – 1 (dts) | Kilmarnock |
| Celtic    | 3 – 1       | Falkirk    |

## Finale
| Squadra 1 | Risultato | Squadra 2  |
| --------- | --------- | ---------- |
| Celtic    | 0 – 1     | Kilmarnock |

| Arbitro: | William Collum |

|  |           |                  |
|  | Marcatori | 84’ Van Tornhout |